# Zjenitba (film fra 1937)
 Ikke at forveksle med Zjenitba (film fra 1977).
Zjenitba (russisk: Женитьба, da.: Ægteskab) er en sovjetisk spillefilm fra 1937 af instrueret af ægteparret Erast Garin og Khesja Loksjina. Filmen er en filmatisering af Nikolaj Gogols skuespil af samme navn.

## Medvirkende
- Erast Garin som Podkolesin
- Stepan Kajukov som Kotjkarjov
- Aleksej Matov som Anutjkin
- A. Tjekajevskij som Starikov
- Nina Latonina som Agafja